# Juan José Campanella

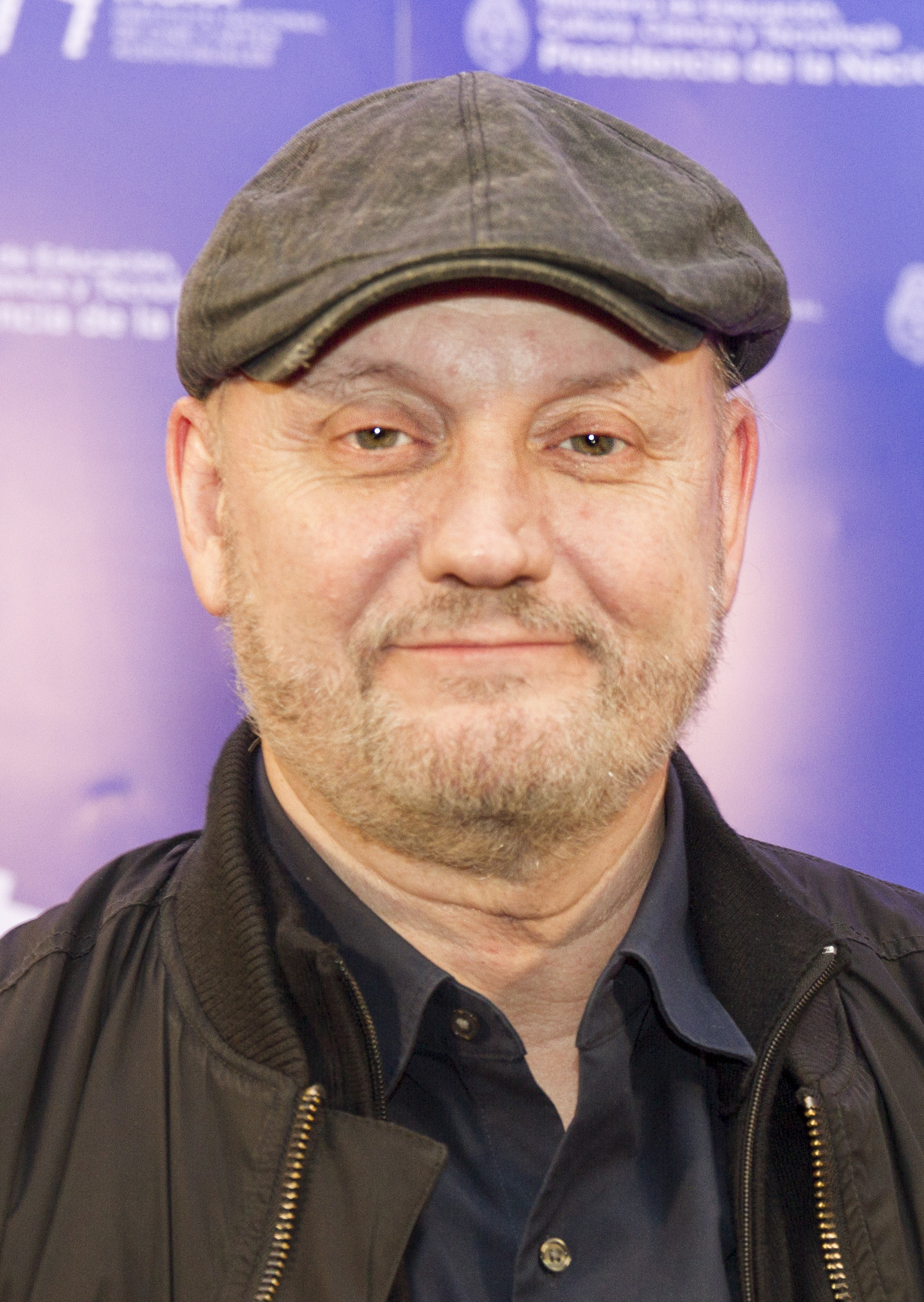
Juan José Campanella (2019)

Juan José Campanella (* 19. Juli 1959 in Buenos Aires) ist ein argentinischer Filmregisseur und Drehbuchautor.

## Leben
In den Jahren 1979 und 1980 studierte er Film in der Gruppe professioneller Filmemacher und auf der Universidad de Avellaneda. Mit dem 22 Minuten langen Kurzfilm Prioridad nacional sammelte er 1979 erste Erfahrungen als Regisseur. Sein 1982 entstandener 90-minütiger Dokumentarfilm Victoria 392 wurde nicht vermarktet. Campanella wechselte 1983 an die New York University, wo er 1988 sein Film- und Fernsehstudium abschloss. Sein Abschlussfilm El contorsionista wurde auf dem Universitätsfestival als bester Science-Fiction-Film ausgezeichnet, er selbst erhielt den Preis für die beste Regie. Bevor Campanella in die USA gegangen war, hatte er die Theaterkomödie Off-Corrientes produziert und das Drehbuch für den Fernsehfilm Fuera de broma mitverfasst.
Es folgte Zur Hölle, Mrs. Love! (1991) über einen Zwölfjährigen, der seiner Mutter das Leben zur Hölle macht. Der auf einer Geschichte von Catherine May Levin basierende Film lief auf mehreren internationalen Filmfestivals. Auf dem Valladolid International Film Festival wurde Haley Cross für seine Darstellung des zwölfjährigen Dan Love als bester Darsteller ausgezeichnet. Ab 1992 führte Campanella bei mehreren Folgen diverser Fernsehserien Regie, so unter anderem bei vier Folgen der Serie Lifestories: Families in Crisis. Zu seinen Fernseharbeiten gehören auch Ed – Der Bowling-Anwalt, Strangers with Candy, Upright Citizens Brigade und Remember WENN. Ab dem Jahr 2000 inszenierte er auch einige Folgen der bekannten Krimiserien Law & Order: New York und Criminal Intent – Verbrechen im Visier.
Nach einer Erzählung von José Pablo Feinmann schrieb Campanella das Drehbuch zu dem im Februar 1998 in den US-amerikanischen Kinos angelaufenen Spielfilm Love Walked In – wie auch schon Zur Hölle, Mrs. Love! eine US-Produktion. Die Hauptrollen in dem Thriller, der auf dem Sundance Film Festival Premiere feierte, übernahmen Denis Leary und Aitana Sánchez-Gijón. Campanellas nächster Film, El mismo amor, la misma lluvia, wurde in Buenos Aires gedreht. Das von der Kritik gelobte Werk gewann auf Festivals mehrere Preise und war im Jahr 2000 der große Gewinner der Argentinean Film Critics Association Awards. In Spanien war er mit einem Einspielergebnis von rund 2,8 Millionen Euro auch ein kommerzieller Erfolg.
Auch der folgende Film, Der Sohn der Braut, wurde in Argentinien gedreht. Er lief am 16. August 2001 in den argentinischen Kinos und später in den Kinos zahlreicher Länder an und wurde zu Campanellas größtem Erfolg. Die Dramödie mit Ricardo Darín, Héctor Alterio und Norma Aleandro in den Hauptrollen spielte in Spanien über sieben Millionen Euro ein und gewann viele Auszeichnungen auf Filmfestivals, so unter anderem auf dem World Film Festival und dem Valladolid International Film Festival. Bei der Oscarverleihung 2002 war der Film zudem in der Kategorie Bester fremdsprachiger Film nominiert, er musste sich jedoch dem Antikriegsfilm No Man’s Land des bosnischen Regisseurs Danis Tanović geschlagen geben.
Ricardo Darín spielte auch in Campanellas 2004 veröffentlichtem Film Luna de Avellaneda die Hauptrolle. Der Film war unter anderem für einen Goya und vierzehn Argentinean Film Critics Association Awards nominiert. 2009 übernahm Darín in Campanellas In ihren Augen erneut die Hauptrolle. Das Krimidrama wurde 2010 mit dem Oscar in der Kategorie Bester fremdsprachiger Film ausgezeichnet.

## Filmografie
- 1979: Prioridad nacional (Kurzfilm)
- 1984: Victoria 392
- 1991: Zur Hölle, Mrs. Love! (The Boy Who Cried Bitch)
- 1995: Stand Up (Fernsehfilm)
- 1996–1998: Remember WENN (Fernsehserie, 15 Folgen)
- 1997: Love Walked in
- 1998–2000: Upright Citizens Brigade (Fernsehserie)
- 1999–2000: Strangers with Candy (Fernsehserie, acht Folgen)
- 1999: El mismo amor, la misma lluvia
- seit 2000: Law & Order: Special Victims Unit (Fernsehserie)
- 2001: Der Sohn der Braut (El hijo de la novia) (auch Darsteller)
- 2004: Luna de Avellaneda (Luna de avellaneda)
- 2006: Vientos de agua (Fernsehminiserie)
- 2007–2010: Dr. House (Fernsehserie, fünf Folgen)
- 2009: In ihren Augen (El secreto de sus ojos)
- 2013: Fußball – Großes Spiel mit kleinen Helden (Metegol) (Animationsfilm, auch Sprechrolle)
- 2014–2017: Halt and Catch Fire (Fernsehserie, fünf Folgen)
- 2019: El cuento de las comadrejas
- 2022: Night Sky (Fernsehserie, 2 Folgen)